# Фаресов, Анатолий Иванович
Анато́лий Ива́нович Фаресов (16 июня 1852, Тамбов — 15 октября 1928, Ленинград) — русский революционер, народник, писатель, публицист, литературовед.

## Биография
Анатолий Иванович Фаресов родился 16 июня 1852 года в Тамбове в семье дворянина, коллежского советника, учителя Ивана Фаресова.
До 1871 года (когда умер отец) учился в Тамбовской гимназии, но не окончил её из-за нехватки средств. Некоторое время работал учителем в народном училище в Брянске.
Рано увлекся народническими идеями, принимал участие в «хождении в народ», познакомившись с видными народниками Порфирием Войноральским и Дмитрием Рогачёвым.
Вместе с тамбовским пропагандистом Николаем Никифоровым устроился в Тамбовские губернские мастерские на артельных началах с целью пропаганды. В 1873 году проживал у него в селе Большая Липовица.
В мае 1874 года приехал в Саратов. Работал в сапожной мастерской революционера Иоганна Пельконена, занимался фальцовкой книг, привезенных в Саратов из типографии Ипполита Мышкина. Во время разгрома мастерской И. Пельконена 31 мая 1874 года Фаресову удалось скрыться, но 1 июня 1874 года вместе с Н. Войноральской был арестован в Саратове на пароходной пристани.
Привлечён к Процессу ста девяноста трёх («Дело о пропаганде в Империи», «Большой процесс»). С 3 по 27 ноября 1876 года содержался в Петропавловской крепости, после чего переведен в Дом предварительного заключения. 5 мая 1877 года предан суду Особого Присутствия Правительствующего Сената по обвинению в составлении противозаконного сообщества, в участии в нём и в распространении преступных сочинений. За отказ отвечать на вопросы суда 31 октября 1877 года удален из зала заседаний.
С 20 ноября 1877 года снова переведен в Петропавловскую крепость. Приговором 23 января 1878 года признан виновным во вступлении в противозаконное сообщество со знанием его преступных целей и приговорен к ссылке на житье в одну из отдаленных губерний, кроме сибирских, при чём суд ходатайствовал о вменении в наказание предварительное содержания под стражей. Освобожден из крепости 24 января 1878 года. По высочайшему повелению 11 мая 1878 года первоначальный приговор суда утвержден условно, обвиняемый подлежал гласному надзору полиции на три года с ограничением места жительства и с воспрещением отлучек.
Сразу же после освобождения из крепости Анатолий Фаресов скрылся и жил под чужими фамилиями. Зимою 1878—1879 гг. проживал у А. Н. Энгельгардта в его имении Батищево.
8 сентября 1880 года добровольно явился в Министерство внутренних дел. Получил разрешение на проживание в Санкт-Петербурге с подчинением гласному надзору в течение трех лет.
Ещё в 1877 году, находясь в тюремном заключении, поменял свои революционные убеждения на земско-либеральные и отошёл от революционной деятельности.
По возвращении в Санкт-Петербург занялся журналистикой, публиковал свои очерки в Живописном Обозрении, «Молве», «Деле», Новом времени, а затем в Неделе и Историческом Вестнике.
Впечатления, вынесенные Фаресовым из одиночного заключения в Петропавловской крепости послужили ему материалом для тюремных очерков, помещенных в «Молве» 1880 году под псевдонимом Анатольева.
Им написано большое количество беллетристических очерков, историко-литературных статей, рецензий. Фаресову принадлежат биографические очерки Н. Г. Чернышевского, Н. С. Лескова, И. И. Каблица, А. Н. Энгельгардта, А. К. Шеллера, А. Н. Неустроева.
После 1 марта 1881 года привлекался к дознанию, производившемуся при Петербургском жандармском управлении, в виду подозрений в том, что он знал о приготовлениях к покушению на Александра II. По распоряжению товарища министра внутренних дел дело о нём прекращено.
В 1880—1888 годах служил в контроле Харьковско-Николаевской железной дороги в Санкт-Петербурге. В 1889 году вышел в отставку по причине нервного расстройства. С 1892 года снова на службе: в Петербургской контрольной палате (1892—1896), в Департаменте военной и морской отчётности (1896), в Главном управлении неокладных сборов (1897—1899), в архиве Министерства финансов (1900—1917).
В 1918—1923 годах жил в Новоржеве, работал народным учителем, инспектором уездного отдела народного образования. Затем вернулся в Петроград.
Скончался 15 октября 1928 года в Ленинграде в Доме престарелых учёных. Похоронен на Литераторских мостках на Волковском кладбище.

## Творчество
- Фаресов А. И. Против течений : Н. С. Лесков. Его жизнь, сочинения, полемика и воспоминания о нем: с редким портретом. — Санкт-Петербург: Типография М. Меркушева, 1904. — С. 382. — 411 с. (книга содержит большой фактический материал и до сих пор не утратила научного значения)
- Фаресов А. И. В одиночном заключении. — Санкт-Петербург : тип. М. Меркушева, 1900. — [1], 176 с.; 18.
- Фаресов А. И. В одиночном заключении. — 2-е изд. — Санкт-Петербург : тип. М. Меркушева, 1903. — 178 с.; 21.
- Фаресов А. И. В одиночном заключении. — 3-е изд., без перемен. — Санкт-Петербург : тип. М. Меркушева, 1905. — 176 с.; 22.
- Фаресов А. И. Илюха : Из рассказов ружейного охотника. — Санкт-Петербург : тип. журн. «Дело» (Н. И. Дурново), 1888. — 51 с.; 18.
- Фаресов А. И. Мои мужики : Очерки и рассказы. — Санкт-Петербург : тип. П. Ф. Вощинской, 1900. — [2], 392 с.; 20.
- Фаресов А. И. Тертий Иванович Филиппов. — Санкт-Петербург : тип. А. С. Суворина, 1900. — 24 с. : портр.; 25.
- Фаресов А. И. Народники и марксисты. — Санкт-Петербург : тип. М. Меркушева, 1899. — 56 с.; 23.
- Фаресов А. И. Александр Сергеевич Пушкин и чествование его памяти. — Санкт-Петербург : тип. А. С. Суворина, 1899. — 64 с.; 24.
- Фаресов А. И. Александр Константинович Шеллер (А. Михайлов) : Биография и мои о нём воспоминания. — Санкт-Петербург : тип. А. С. Суворина, 1901. — 172 с., 2 л.
- Фаресов А. И. Земледельческие и ремесленные кооперации в России. — Санкт-Петербург : тип. М. Меркушева, 1902. — 32 с.; 23.
- Фаресов А. И. Мой ответ : (Из лит. полемики). — Санкт-Петербург : тип. М. Меркушева, 1902. — 38 с.; 21.
- Фаресов А. И. Семидесятники : Очерки умствен. и полит. движений в России. — Санкт-Петербург : тип. М. Меркушева, 1905. — 332 с.; 22.
- Фаресов А. И. Мужики и начальство : [Очерки и рассказы]. — Санкт-Петербург : тип. А. С. Суворина, 1906. — [4], 283 с.; 20.
- Фаресов А. И. Пробужденный народ : Очерки с натуры. — Санкт-Петербург : тип. А. С. Суворина, 1908. — VIII, 228 с.; 20.
- Фаресов А. И. Голоса земли : Очерки с натуры. — Санкт-Петербург : тип. А. С. Суворина, 1909. — [2], 238, [1] с. : портр.; 20.
- Фаресов А. И. Забытая писательница и её заслуги : [Л. Х. Симонова-Хохрякова]. — Санкт-Петербург : тип. «Надежда», 1909. — 49 с., 1 л. фронт. (портр.); 25.
- Фаресов А. И. Жизнь и поэзия А. П. Меженинова. — Санкт-Петербург : тип. А. С. Суворина, 1911. — 88 с., 1 л. портр.; 22.
- Фаресов А. И. Народ без водки : (Путевые очерки). — Петроград : тип. М. Меркушева, 1916. — VI, 310 с.; 24.
- Фаресов А. И. Народ и трезвость : (Путевые картины). — Петроград : тип. А. Н. Лавров и К°, 1917. — [4], 369 с.; 27.
- Фаресов А. И. Отживающие идеалы и типы // Исторический вестник, 1914, книга 7.
- Фаресов А. И. Запросы народа // Исторический вестник, 1891. — Т. 44. — № 4. — С. 204—213.
- Фаресов А. И. Россия под пером новейших реформаторов. Статьи I—V. // Исторический вестник, 1882. Том 7-8.
- Фаресов А. И. «Цари» Псковской губернии. // Исторический вестник, 1905. Том 101, июль.
- Фаресов А. И. Годовщина смерти С. Н. Шубинского. // Исторический вестник, 1914. Том 136.
- Фаресов А. И. С. Н. Шубинский, как редактор журнала. // Исторический вестник, 1913. Том 133.
- Фаресов А. И. На благодатном юге. // Исторический вестник, 1913. Том 133.
- Фаресов А. И. Памяти Т. И. Филиппова (С портретом). // Исторический вестник, 1900. Том 79. Стр. 670.
- Фаресов А. И. Тяжелые дни. // Исторический вестник, 1900. Том 80, июнь. Стр. 863.
- Фаресов А. И. Настроение современной деревни. // Исторический вестник, 1906. Том 103.
- Фаресов А. И. Поездка на остров Валаам. // Исторический вестник, 1901. Том 85. Стр. 609.
- Фаресов А. И. Пятидесятилетие деятельности А. Н. Неустроева // Исторический вестник. — 1893. — № 12.